# Raec
Raec (makedonska: Раец) är en ort i Nordmakedonien. Den ligger i kommunen Kavadarci, i den centrala delen av landet, 70 kilometer sydost om huvudstaden Skopje. Raec ligger 296 meter över havet och antalet invånare är 205.